# The Atlantic (budova)
The Atlantic je mrakodrap v Atlantě. Má 46 pater a výšku 176 metrů. Výstavba probíhala v letech 2007 – 2009. Za designem budovy stojí Smallwood, Reynolds, Stewart & Associates a developerem byla firma Novare Group. V nižších patrech je malá obchodní pasáž a ve zbylých patrech je 401 bytů.